# Phalotris lativittatus
Phalotris lativittatus är en ormart som beskrevs av Ferrarezzi 1993. Phalotris lativittatus ingår i släktet Phalotris och familjen snokar. Inga underarter finns listade i Catalogue of Life.
Denna orm förekommer i centrala Brasilien i delstaten São Paulo. Arten lever i låglandet och i bergstrakter upp till 1000 meter över havet. Den vistas där i savannlandskapet Cerradon samt i galleriskogar. Individerna gräver i lövskiktet och i det översta jordlagret. De kan vara aktiva på dagen och på natten. De flesta exemplar hittas under regntiden mellan oktober och februari. Phalotris lativittatus blir maximal 706 mm lång (utan svans). Honor lägger ungefär fem ägg per tillfälle.
Landskapets omvandling till jordbruksmark och till samhällen är ett hot mot beståndet. Även bränder påverkar populationen negativ. IUCN listar arten som nära hotad (NT).